# Alexandro Peter Biber

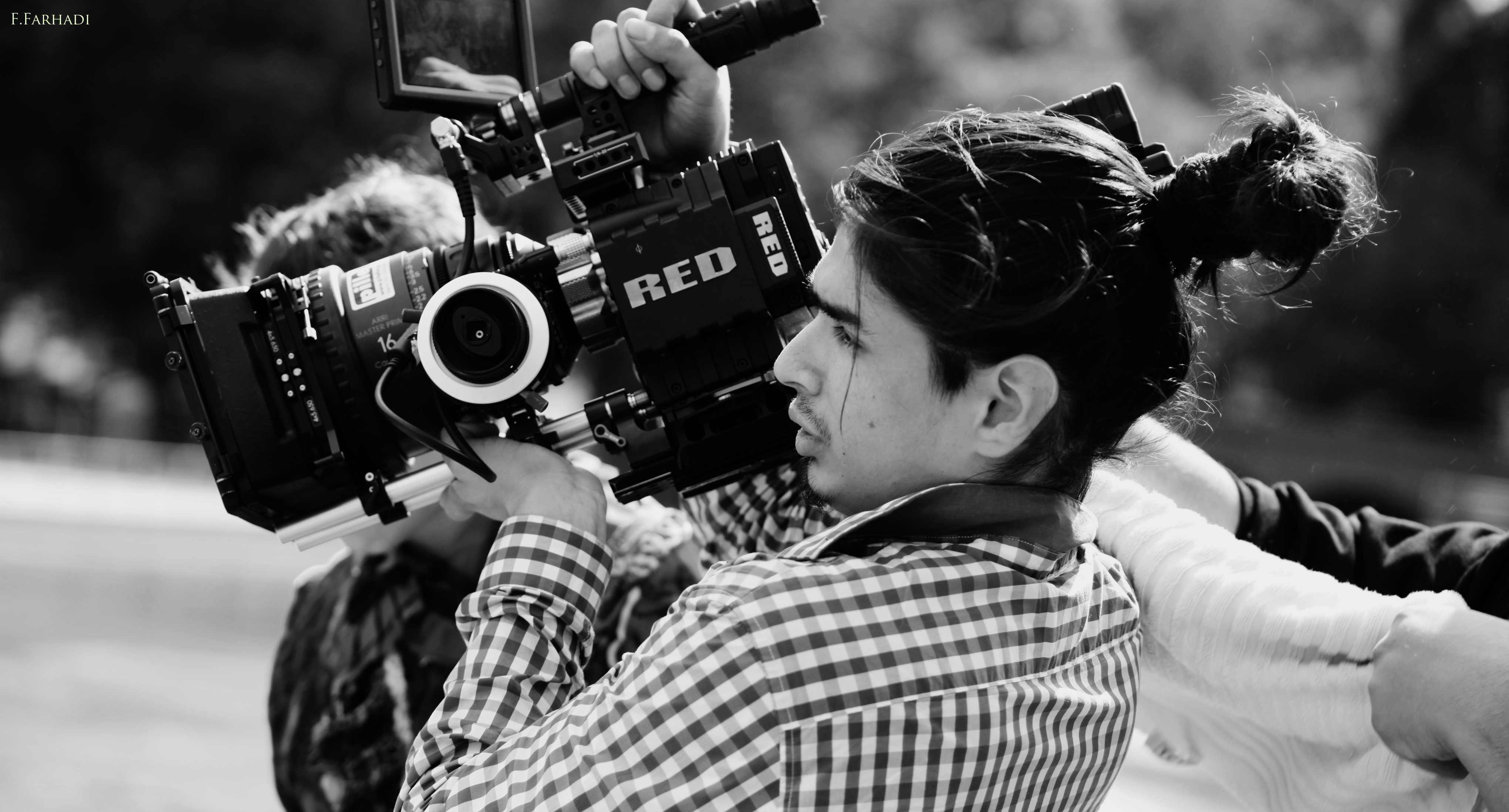
Alexandro Peter Biber (2017)

Alexandro Peter Biber (geboren am 9. Juni 1988 in Asunción, Paraguay) ist ein paraguayischer Film- und Videoproduzent.

## Leben
Biber kam am  1988 in Paraguay zur Welt. Wenige Monate nach seiner Geburt kam er in die Obhut einer Hebamme und wurde daraufhin von einer deutschen Ärztin adoptiert. Während ihrer gemeinsamen Zeit schrieb Vera Biber einen umstrittenen Erziehungsratgeber über Alexandro. Als er 9 Jahre alt war, gab ihn seine Adoptivmutter in die Obhut deutscher Behörden. Während seines Fluges nach Deutschland sah er das erste Mal in seinem Leben einen Film. Ab diesem Tag verfolgte er seinen Traum, selbst Filme zu produzieren. Anschließend durchlebte Alexandro schwierige Zeiten in der Inobhutnahme in Freudenberg, im Kinderheim Wallenfels und Pflegefamilien. Anschließend folgte zeitweise ein Leben auf der Straße in Siegen.
2010 zog er nach Mannheim und begann dort eine Ausbildung bei der Medienkommunikationsagentur Famefabrik, die er nach 3½ Jahren erfolgreich abschloss. Auf einer Reise im Auftrag der Famefabrik nach Lateinamerika begleitete er Larsito im Rahmen einer Albumproduktion und sammelte weitreichende praktische Erfahrungen im Umgang mit Filmtechniken und in der Projektkoordination. In seiner Ausbildung lernte er durch Eigeninitiative den Umgang mit der Steadicam und bildete sich weiter, um seinem Hauptziel, Filme jeglicher Art zu produzieren, näher zu kommen.
Erfahrungen sammelte er u. a. bei den Projekten Curse (Kristallklarer Februar), Kool Savas (Matrix), Söhne Mannheims (Rosenblätter, Was ist geblieben) und Xavier Naidoo (Fels). Nach Abschluss seiner Ausbildung als Mediengestalter Bild und Ton baute Biber weiter seine Selbständigkeit mit seiner Agentur CC-Pictures auf. Dabei betreute er als Kameraoperator und Director of Photography unter anderem Produktionen im Automobilbereich für Format67 und Projekte in der Musikszene, darunter Musikvideos für Namika, Xavier Naidoo, Silla, Haftbefehl, Kay One oder MC Kresha.
Die letzten Jahre widmete er mit engen Freunden einem Kinofilm, indem er nach 25 Jahren zurück nach Paraguay reist, um seine Mutter, die er nie kennengelernt hat, zu finden. Dabei unterstützten der Videograph Franck Michallon und der deutsch-paraguayische Musikproduzent Stefan Zimbelmann. Zudem produzierte er Dokumentationen in enger Zusammenarbeit mit Timo Joh. Mayer, dem Geschäftsführer von LB Films.

## Filmografie

### Als Art Director
- Bartmann – Style sein Vater[6]
- EL PATRON – Druff[7]
- Jean Cyrille – Schluck für die Toten[8]
- Toni der Assi – WDMF (Wenn der Mantel fällt)[9]
- Deamah ft. Azad – Doppelter Beef[10]
- Toni der Assi, Karizma 685 – Brääm[11]

### Als Kameramann
- Ardian Bujupi
  - This Is My Time[12]
- Animus
  - Dreht Sich[13]
- Bass Sultan Hengzt
  - Flasche Mit Licht[14]
  - 4 Jahre
  - I Love Haters
- Bozza
  - Haramburg[15]
  - Füchse
  - Nichts Ist Für Immer
- Capo Azzlack
  - Mein Film[16]
- Credibil
  - Schlaflos[17]
  - Halb Voll Halb Leer
- Celo & Abdi
  - Generation Tschöö[18]
- Curse
  - Kristallklarer Februar
- Dramah
  - Dramah Kommt
  - Dramah Ist Der Name
  - Einer Mit Skills
  - Fenster Der Seele
- Fard
  - Traumfänger[19]
- Greeen
  - Wörter Für Dich[20]
  - Vergessenes Königreich
  - Ein Wunderschönes Leben
  - Siya Jiva
  - Kompassnadel
- Hammer Und Zirkel
  - Hammertime
- Haftbefehl
  - Mann Im Spiegel[21]
- Jaysus
  - Invasion[22]
- Jean-Cyrille
  - Mission[23]
  - Antipathie
  - Teleporter
  - Africano
  - Lichter Meiner Stadt
  - Intro
  - Vergib Ihnen
  - Dangereux Banlieusard
  - Pirat
  - Lashka
  - Rafale
  - Schluck Für Die Toten
- Jerry One
  - Wasserfall[24]
- Kay One
  - Louis Louis/Stard Ova Club-Mix[25]
  - Ich Hasse Es Dich Zu Lieben
- Kool Savas
  - Matrix[26]
- Kresha
  - Police
  - Luv-Luv
  - Kytipi (Feat. Lyrical Son)
- Kontra K
  - Hassliebe[27]
- Koma
  - Kleiner Bruder
- Kurdo
  - Unzensiert[28]
- Laas Unlimited
  - Starwars (Feat. Fler)[29]
- Laserkraft
  - Urlaub
- Larsito
  - Unter Diesen Wolken[30]
  - Etwas Bleibt
  - Solo Tu
- Navid Tufan
  - 9-11/Je Suis N ** 9-11/Je Suis Navid (Splitvideo)
- Metropolä
  - Kings Am Mic[31]
  - Rien Ne Va Plus
  - Gitter Im Kopf
  - Ratte
- Namika
  - Mein Film[32]
  - Namika
- Olexesh
  - Ivan Drago[33]
- Philo
  - Zwischen Wolken[34]
  - Lass Sie Träumen
- Pal One
  - Vernichtet (Feat. Tone)[35]
  - Ewige Treue
- Rapsta
  - Dingdong[36]
  - Ich Bin Dope
- Söhne Mannheims
  - Was Ist Geblieben[37]
  - Rosenblätter
  - Großstadt
- Said
  - Ein Schöner Tag (Kurzfilm)[38]
- Silla
  - Über Den Dächern (Feat. David Pino)
  - Selbst Ist Der Mann
- Toni Der Assi
  - Was Guckst Du Bözze
  - Get Rich Or Make Cevapcici
- Toon
  - Skyline
- Tone
  - Mein Glaube
- Veysel
  - Kein Blatt Vor Dem Mund
- Vega
  - Von Einem Anderem Stern (Feat. Motrip/RAF Camora)
- Xavier Naidoo
  - Die Autodidakten ** Wir Fahren (Feat. Moses Pelham)
  - Fels